# Tecún Umán
Tecún Umán – eller Tekun Umam, som namnet skrivs på modern k’iche’ – är en mytomspunnen quichéindiansk fältherre som ska ha dött i ett fältslag vid El Pinar mot spanjorerna i nuvarande Guatemala 1524. Han vördas sedan 1960 som en av Guatemalas nationalhjältar och som en symbol för landets frigörelse.

## Legenden och dess bakgrund
Mayafolket quiché (kiché) på Guatemalas högland hade fram till spanjorernas ankomst 1524 sitt centrum i Utatlán, en betydande stad grundad tidigt på 1400-talet, strax utanför det nutida Santa Cruz del Quiché. Därifrån fördes en expansiv politik på grannarnas bekostnad. Den mest aggressive quichékungen var Q’iqab’, som bland annat lade kaqchikel-folket under sig. Efter dennes död på 1470-talet revolterade dessa och grundade ett eget rike sydöst om Utatlán. Under årtiondena före spanjorernas ankomst hade kaqchiklerna under flera krig mot quichéerna tagit sig in på tidigare quichékontrollerat område. Fientligheterna pågick fortfarande när Hernán Cortés i slutet av 1523 eller i början av 1524 skickade ut den spanske conquistadoren Pedro de Alvarado för att inta det nuvarande Guatemala. Alvarado åtföljdes av 120 ryttare, 300 soldater och 200 mexikansk-indianska krigare. Som en följd av den gamla fiendskapen mellan quichéfolket och de övriga indianfolken lyckades inte quiché-kungen övertala dessa att ingå en bred allians mellan de små kungadömena för att möta hotet från spanjorerna. Alvarados styrka möttes 1524 vid El Pinar av en numerärt mycket överlägsen armé från quichéfolket under ledning av härföraren eller generalen Tecún Umán. Den vida slätten gav Alvarados ryttare fritt spelrum och trots det ojämna antalet besegrades quichéarmén. Tecún Umán dödades under striden.
De äldsta inhemska redogörelserna för Tecún Umán härrör från perioden 1550–1570. Berättelsen har redan då förvandlats till en myt med starkt övernaturliga inslag, där slaget vid El Pinar beskrivs som en magisk duell mellan maya-arméns och spanjorernas härförare. Tecún Umán framställs som en stor trollkarl medan Alvarado får övernaturligt bistånd av en kvinnlig andevarelse, jungfru Maria. Slutstriden skulle enligt den tidiga version som ges i handskriften Título Nijaib I ha gått till på följande sätt:
”Spanjoren började strida mot de 10 000 indianer som denne härförare Tecum fört med sig ... De kämpade i tre timmar och spanjorerna dödade många indianer. Det gick inte att räkna hur många de dödade ... Då slungade härföraren Tecum upp sig i luften, ty han hade förvandlats till en örn, täckt med (quetzaler)-fjädrar som växte ut inifrån honom; de var inte falska. Han hade vingar som växte ut från hans kropp och han bar tre kronor, en av guld, en av pärlor och en av diamanter och smaragder. Härföraren Tecum anföll för att döda Fältherren som kom ridande till häst, och han gjorde ett utfall mot hästen för att slå ned Fältherren, och han högg av hästens huvud med sin lans ... Och när han såg att det inte var Fältherren som hade dött utan hästen vände han och flög upp i syfte att störtdyka ned och döda Fältherren. Men då försvarade sig Fältherren med sin lans och han spetsade härföraren Tecum mitt igenom ... Och efteråt kallade Fältherren till sig alla sina soldater för att komma och se skönheten hos quetzalindianen. Och han sade till sina soldater att han aldrig hade sett en indian så tapper, så värdig och så täckt in sådana vackra quetzalerfjädrar vare sig i Mexiko, Tlaxcala eller i någon annan del av de nationer han hade erövrat. Och av detta skäl förklarade Fältherren att denna stad hädanefter skulle kallas Quetzaltenango [dvs. Quetzalcitadellet].”
En annan version av legenden uppger att ett stort antal quetzalerfåglar ska ha slagit sig ned på den fallne Tecún Umán på slagfältet och hållit dödsvaka till gryningen. När de flög upp i skyn var deras bröst röda av Tecúns blod och alltsedan dess har quetzalern haft röd undersida.

## Nationalhjälten

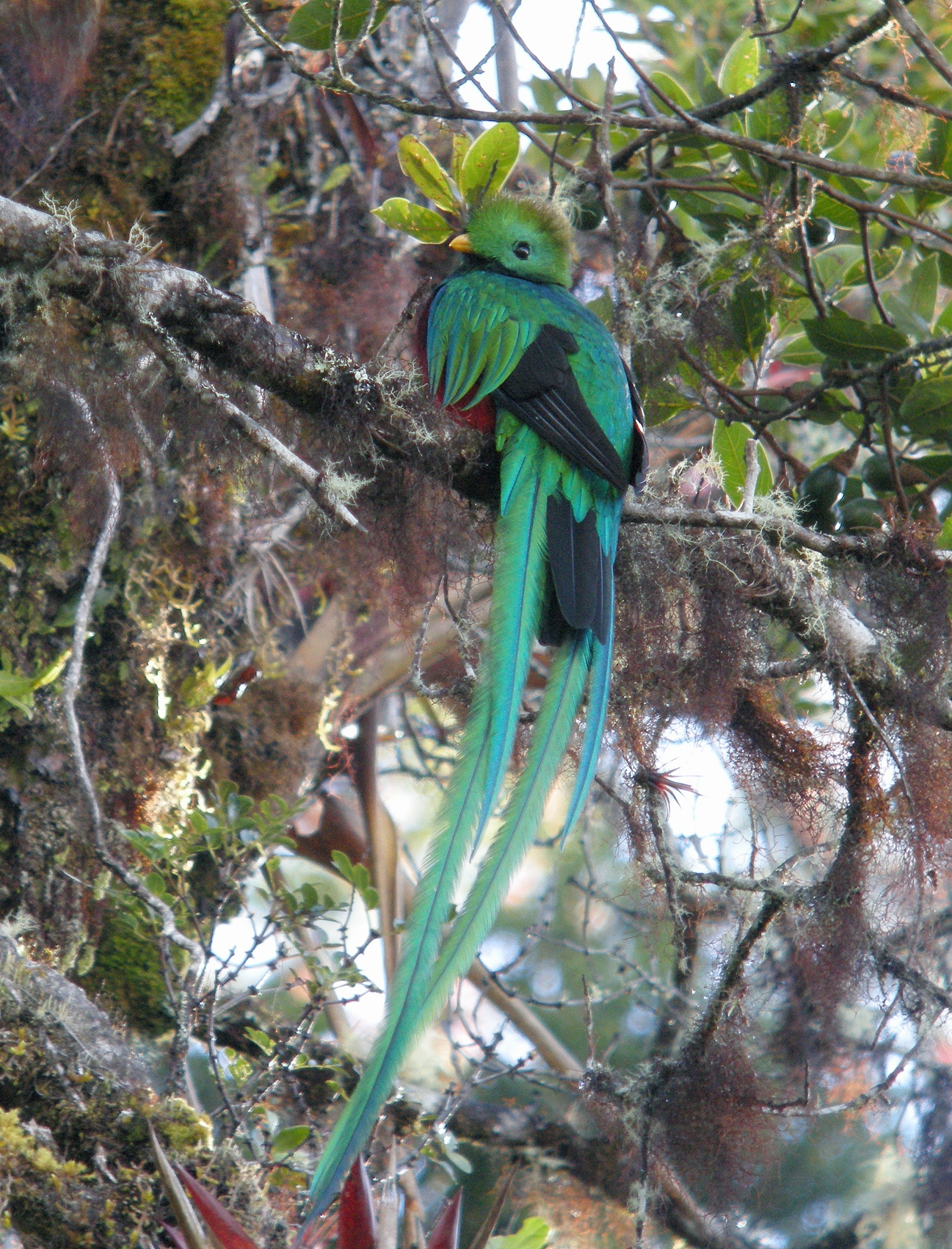
Fotot visar en grönskimrande quetzaler-art av släktet Pharomachrus, i detta fall en Pharomachrus mocinno i Costa Ricas nationalpark. Enligt legenden bar Tecún Umán en praktfull huvudbonad med grönskimrande quetzalerfjädrar, och hans blod kom att färga quetzalerns undersida röd.